# جيمي أرمفيلد
جيمي أرمفيلد (بالإنجليزية: Jimmy Armfield)‏ (مواليد 21 سبتمبر 1935 في مانشستر الكبرى، لانكشر، إنجلترا - 22 يناير 2018)، هو لاعب كرة قدم إنجليزي دولي سابق كان يلعب كمدافع. سبق له أن لعب في كأس العالم لكرة القدم مع منتخب بلاده.

## المسيرة الاحترافية

### أندية لعب لها
- نادي بلاكبول

## روابط خارجية
- جيمي أرمفيلد على موقع الاتحاد الدولي (مؤرشف)  (الإنجليزية)
- جيمي أرمفيلد على موقع قاعدة بيانات كرة القدم.إي يو (الإنجليزية)
- جيمي أرمفيلد على موقع ناشيونال فوتبول تيمز (الإنجليزية)
- جيمي أرمفيلد على موقع Soccerbase.com (مدرب) (الإنجليزية)